# 豫章县
豫章县，隋朝时设置的县。
隋开皇九年（589年）改南昌县置，为洪州治。治所在今江西南昌市西。唐为洪州治，徙治今南昌市。宝应元年（762年）更名钟陵县。

### 历史沿革
- 隋开皇九年（589年）南昌县更名豫章县，属洪州总管府洪州。省艾、永修、豫宁、新吴四县入建昌县[2]:3。
- 大业三年（607年）改洪州为豫章郡，钟陵县并入豫章县。丰城还属豫章郡。豫章郡领豫章、建昌、建城、丰城四县[2]:3。
- 唐武德五年（622年）析豫章县置钟陵县，于西境置南昌县（县志作西昌县），以南昌县置孙州，于建昌县置南昌州总管府，孙州隶之。洪州领豫章、丰城、钟陵三县[2]:3。
- 武德八年（625年）省钟陵县、南昌县（县志作西昌县）入豫章县，孙州、南昌州废[2]:3。
- 贞观元年（627年）分天下为十道，开元二十一年（733年）分为十五道，洪州隶江南西道[2]:3。
- 天宝元年（742年）改洪州为豫章郡，后于乾元元年（758年）复为洪州[2]:3。
- 宝应元年（762年）避代宗李豫讳，更名钟陵县[2]:3。
- 贞元元年（785年）（从《唐书》，《元和郡县图志》云宝应元年十二月）复名南昌县，此后县名均称南昌[2]:3。